# Lithophane baileyi
Lithophane baileyi là một loài bướm đêm trong họ Noctuidae.